# Большаков, Владимир Викторович (борец)
Владимир Викторович Большаков (1 января 1976) — российский борец греко-римского стиля, чемпион России, мастер спорта России международного класса. 

## Карьера
В декабре 1996 года в составе клуба «Москвич» в Москве принимал участие в финальной матчевой встрече Кубка европейских чемпионов против болгарского клуба «Славия-Литекс». После окончания спортивной карьеры работает старшим преподавателнм кафедры физического воспитания и спорта Института физической культуры спорта и здоровья Московского педагогического государственного университета.

## Спортивные результаты
- Чемпионат мира по борьбе среди кадетов 1992 — ;
- Чемпионат мира по борьбе среди молодёжи 1995 — 10;
- Чемпионат России по греко-римской борьбе 1997 — ;
- Чемпионат России по греко-римской борьбе 1998 — ;
- Чемпионат России по греко-римской борьбе 1999 — ;
- Всемирные военные игры 1999 — ;
- Чемпионат России по греко-римской борьбе 2000 — ;
- Чемпионат России по греко-римской борьбе 2001 — ;

## Личная жизнь
В 1998 году получил высшее образование по специальности: физическая культура и спорт.